# Струцінський Олег Васильович
Оле́г Васи́льович Струці́нський (* с. Андрушки, Попільнянський район, Житомирська область, Українська РСР) — український воєначальник, генерал-майор. Командувач підготовки Командування Повітряних Сил Збройних Сил України. Учасник російсько-української війни, що відзначився під час російського вторгнення в Україну в 2022 році.

## Життєпис
Олег Васильович Струцінський народився в селі Андрушки Житомирської області. Походить з родини робітників.
У 1987 році Олег Васильович закінчив навчання у Мінському ВІЗРУ ППО.
У 1987—2000 роках проходив військову службу в зенітних ракетних частинах у містах Васильків, Миколаїв, Кам'янка-Бузька.
1995—1997 роках — слухач Харківського військового інституту ППО.
2000—2001 роках — командир 1046-го зенітного ракетного полку в м. Коростень. З жовтня 2001 року до вересня 2003 року полковник Струцінський очолював 540-й зенітний ракетний полк.
2003—2006 роках ― командир 160-ї зенітної ракетної бригади. У 2006—2008 роках проходив військову службу на керівних посадах у Повітряному командуванні «Південь».
2008—2014 роки ― командир тактичної групи «Крим» Повітряного командування «Південь».
7 березня 2014 року, під час російської інтервенції до Криму до етеру надійшло повідомлення, що військові зі зброєю і без розпізнавальних знаків (т. зв. «зелені російські чоловічки») силовим методом проникли на територію запасного командного пункту тактичної групи «Крим» Повітряних Сил Збройних Сил України. На місці подій перебував командир групи генерал-майор Олег Струцінський. Через блокування радіосигналів інформація про місцезнаходження суперечлива — за однією версією він був заблокований в окремому будинку, за іншою — намагався врегулювати ситуацію шляхом переговорів.
З 2015 по 2018 рік — начальник штабу — перший заступник командира Повітряного командування «Захід».
В період 2018—2020 років Олег Васильович командував Повітряним командуванням «Схід».
З грудня 2020 року — командувач підготовки Командування Повітряних Сил Збройних Сил України.

## Науковий доробок
Кандидат технічних наук. Член Координаційної ради журналу «Наука і техніка Повітряних Сил Збройних Сил України».

## Військові звання
- полковник
- генерал-майор (23 серпня 2011)[2]

## Нагороди
- орден Данила Галицького (6 липня 2022) — за особисту мужність і самовіддані дії, виявлені у захисті державного суверенітету та територіальної цілісності України, вірність військовій присязі[17]
- медаль «За бездоганну службу» ІІІ ступеня (4 грудня 2006) — за вагомий особистий внесок у зміцнення обороноздатності і безпеки України, зразкове виконання військового обов'язку та з нагоди 15-ї річниці Збройних Сил України[18]
- відзнака Міністерства оборони України «Доблесть і честь» (2006)